# Vưu Hải Đào
Vưu Hải Đào (tiếng Trung: 尤海涛; sinh tháng 1 năm 1958) là Trung tướng Quân Giải phóng Nhân dân Trung Quốc (PLA). Ông hiện là Phó Tư lệnh Lục quân Quân Giải phóng Nhân dân Trung Quốc.

## Tiểu sử

### Thân thế
Vưu Hải Đào là người Hán sinh tháng 1 năm 1958, người thôn Trần Cương, hương Chuyên Kiều, huyện Quang Sơn, thành phố Tín Dương, tỉnh Hà Nam.
Vưu Hải Đào là con trai của Vưu Thái Trung, nguyên Tư lệnh Quân khu Thành Đô, Tư lệnh Quân khu Quảng Châu và Bí thư thứ 2 Ủy ban Kiểm tra Kỷ luật Quân ủy Trung ương. Vưu Thái Trung được phong quân hàm Thiếu tướng năm 1955 và quân hàm Thượng tướng năm 1988.

### Giáo dục
Vưu Hải Đào tốt nghiệp chuyên ngành quản lý hành chính tại Đại học Trung Sơn và có học vị thạc sĩ chuyên ngành quản lý hành chính.

### Sự nghiệp
Vưu Hải Đào từng đảm nhiệm chức vụ Sư đoàn trưởng Sư đoàn Bộ binh 163. Năm 2002, ông được bổ nhiệm làm Phó Tư lệnh Tập đoàn quân 42, Quân khu Quảng Châu. Tháng 7 năm 2004, ông được phong quân hàm Thiếu tướng. Tháng 9 năm 2007, ông được bổ nhiệm giữ chức Tư lệnh Tập đoàn quân 42, Quân khu Quảng Châu.
Năm 2008, Vưu Hải Đào được bầu làm Đại biểu Đại hội đại biểu Nhân dân toàn quốc (Quốc hội Trung Quốc) khóa XI nhiệm kỳ 2008 đến năm 2013. Tháng 7 năm 2013, Vưu Hải Đào được bổ nhiệm giữ chức vụ Phó Tư lệnh Quân khu Nam Kinh. Tháng 7 năm 2014, ông được thăng quân hàm Trung tướng.
Ngày 31 tháng 12 năm 2015, tại Đại lầu Bát Nhất, Chủ tịch Quân ủy Trung ương Tập Cận Bình tuyên bố thành lập 3 quân chủng mới, là Quân chủng Lục quân, Quân chủng Tên lửa, Quân chủng Chi viện chiến lược. Vưu Hải Đào được bổ nhiệm làm Phó Tư lệnh Lục quân Quân Giải phóng Nhân dân Trung Quốc.